# Пісня про Маншук
«Пісня про Маншук» — радянський військовий художній фільм 1969 року, знятий на кіностудії «Казахфільм» режисером Мажитом Бегаліним. Він оповідає про Маншук Маметову, кулеметницю 100-ї окремої стрілецької бригади Калінінського фронту, яка героїчно загинула в жовтні 1943 року.

## Сюжет
Казашка Маншук Маметова боєць Червоної Армії, сувора і небагатослівна, але у той же час мрійлива і поетична дівчина. Спочатку вона несла службу у штабі, але попросилася на передову, де згодом була призначена командиром кулеметного розрахунку. В одному з боїв вона знайомиться з розвідником лейтенантом Валентином Єжовим, веселою і товариською людиною, воюючим з перших днів Великої Вітчизняної. В ході бою атака червоногвардійців була відбита і був отриманий наказ командира батальйону відійти. Незважаючи на це вона відмовляється покинути місце бою, і таким чином залишити кулемет. У зв'язку з цим земляк насильно відтягує її до своїх. Єжов поступово закохується в Маншук і приділяє їй знаки уваги. Однак вона зовні не реагує, будучи зосередженою на боротьбі з ворогами. Її батальйон отримує наказ оволодіти висотою, що перешкоджає успішному наступу. Виконуючи це завдання, незважаючи на отримані важкі поранення, вона у своєму останньому бою до останнього патрона прикриває вогнем атаку підрозділу. До неї проривається Єжов, який єдиний раз зумів її обійняти, але тільки вже смертельно поранену.

## У ролях
- Наталія Арінбасарова — Маншук Маметова
- Микита Михалков — Єжов
- Іван Рижов — Самсонов
- Віктор Авдюшко — Суков
- Юрій Саранцев — Ломов
- Нуржуман Іхтимбаєв — Джаркенбаєв
- Фаріда Шаріпова — мати Маншук
- Каука Кенжетаєв — батько Маншук
- Олеся Іванова — божевільна
- Іван Дмитрієв — Максимов
- Іскандер Умурзаков — Омар
- Віктор Баженов — Стьопа
- Микола Сергєєв — інженер

## Знімальна група
- Режисер-постановник: Мажит Бегалін
- Автор сценарію: Андрій Михалков-Кончаловський
- Художник-постановник: Віктор Ледньов
- Композитор: Едуард Хагогортян
- Оператор-постановник: Абільтай Кастєєв
- Звукооператор: З. Абікенова